# 機動戦士3Dガンダム
『機動戦士3Dガンダム』（きどうせんしスリーディーガンダム）は、千葉大学の自主映画製作サークル「シネマウント・フィルム・パーティー」が1991年に製作した8ミリ自主製作映画。パロディ・MADムービーの一種。
第10回伊丹市グリーンリボン賞特選などのコンテスト受賞歴、招待上映歴を持ち、インターネットを通して海外にも知られている。

## 概要
アニメ『機動戦士ガンダム』の第24話「迫撃！トリプル・ドム」における、黒い三連星がジェットストリームアタックを行うシーンを顔面塗装などの奇抜なコスプレで再現したものでオタク色満開な内容である。
8ミリフイルム全盛期の自主製作映画によく見られたコマ撮りと呼ばれるフイルム撮影特有の特撮方法が使用されており、音声は『機動戦士ガンダム』から流用している。
竹下パフォーマンス秘芸・水戸黄門の竹下心也監督による機動学園ガンダムごっこ（1983年）と類似点が指摘されているが関連性はなく、別々のガンダム世代によって製作されたもの。

## インターネットでの公開
2003年にインターネット公開され、2ちゃんねるを通じネット上に広まる。
当時はストリーミングサイトも普及しておらず、ダウンロードによって公開された。
動画中に製作サークル名が出ないため、別の大学や高校で撮影されたものと誤解されたり、「ガイナックス社員の学生時代の作品」等の誤りがブログ等で散見されたりするが前出の記載が正しい。
反響の大きさからダウンロード元サイトはまもなく閉鎖されたが、その後無断コピーが繰り返されネット上に広まった。
コピーされた動画は海外へ広まり、2005年末にアメリカ人によってYouTubeに無断アップロードされたが、逆に日本側からの視聴が集まり、最終的に200万近くのビューカウントを集めた。
YouTubeが日本においてまだ無名であった時期Googleで「YouTube」を検索すると、YouTube本体のトップページを押さえ1位に表示されていた。そのためYouTubeという動画サイトが日本に普及する起爆剤となった一面を持つ。
製作者は著作権の問題からYouTubeに対して削除要求を2度提出しているが、著作権者の代理人である証明や、映像の制作者本人である証明等困難なため結局削除を断念しており、動画著作権問題で多くの物議を醸したYouTube黎明期の様子が窺える。

## 海外の反応
題材となった『機動戦士ガンダム』の世界的知名度も伴って、日本のみならず、アメリカ・中国・韓国等のブログ上でも多数取り上げられている。規模は定かではないが、世界規模のMADムービーであるという意味では珍しい作品である。

## 受賞歴等
- 1993年 第5回 東京学生映画祭 グランプリノミネート
- 1993年 第10回 グリーンリボン賞　特選
- 1995年 ゴールデンエクストラフイルムショー 上映
- 2002年 第20回大動画上映会アンコール上映選出